# 天主教魯塔納教區
天主教魯塔納教區 （拉丁語：Dioecesis Rutanus）是布隆迪一個羅馬天主教教區，屬基特加總教區。
教區成立於2009年1月17日，包括魯塔納省。2010年有教友168,160人（佔轄區總人口44.4%）、十一個堂區、廿五名司鐸。現任教區主教為文德‧納希馬納。